# Головня (озеро)
Головня́ (Головля; бел. Галаўня́) — озеро в Чашникском районе Витебской области Белоруссии. Относится к бассейну реки Лукомка.

## Описание
Озеро Головня располагается в 22 км к юго-востоку от города Чашники, между деревнями Будилово и Марьино.
Площадь зеркала составляет 0,29 км². Длина озера — 1,16 км, наибольшая ширина — 0,31 км. Длина береговой линии — 2,79 км. Наибольшая глубина — 9,2 м, средняя — 4,4 м. Объём воды в озере — 1,28 млн м³. Площадь водосбора — 5,53 км².
Котловина озера лощинного типа, вытянутая с севера на юг. Склоны котловины крутые, суглинистые, поверху распаханные. Высота склонов достигает 5—8 м, на западе увеличиваясь до 10—14 м. Береговая линия относительно ровная. Берега низкие, песчаные, поросшие кустарником. Пойма заболоченная, местами поросшая кустарником. Ширина поймы варьируется от 10 до 200 м.
На глубины до 2 м приходится 14 % площади озера. Узкое песчаное мелководье резко переходит в профундаль. Корытоподобное дно выстлано глинистым илом. Наибольшая глубина отмечается в центральной части водоёма, ближе к западному берегу.
Минерализация воды превышает 280 мг/л, прозрачность составляет 1,8 м. Озеро эвтрофное, слабопроточное. Впадает ручей, вытекающий из озера Золотино. В южной части водоёма имеется протока в озеро Черейское.
Надводная растительность образует полосу шириной от 10 до 50 м, покрывающую 20 % площади водоёма, и распространяется до глубины 3 м.
В озере обитают лещ, щука, окунь, плотва, уклейка, линь и другие виды рыб.